# الوجه الأبيض الجنوبي
الوجه الأبيض الجنوبي (بالإنجليزية: Southern whiteface)‏ يعتبر طائر الذي يتوطن أستراليا مستوطنا، وهو عبارة عن جواثم صغيرة توجد في المناطق القاحلة في معظم النصف الجنوبي من القارة، باستثناء تسمانيا. من الناحية السطحية ، يبدو هذا الطائر الحاشر شائعًا نسبيًا في معظم نطاقه.